# Nancy Kerrigan
Nancy Ann Kerrigan, född 13 oktober 1969 i Stoneham i Middlesex County, Massachusetts, är en amerikansk konståkare och skådespelare. Hon började med konståkning vid sex års ålder och vann sin första tävling vid nio års ålder. 18 år gammal, 1987, började hon bli nationellt uppmärksammad genom att placera sig på fjärde plats i amerikanska mästerskapen. Karriären gick sedan kvickt; 1991 tog hon brons i världsmästerskapen, 1992 brons i OS i Albertville, 1993 silver i amerikanska mästerskapen och 1994 silver i OS i Lillehammer. 
Inför de nationella mästerskapen 1994 och uttagningarna till OS blev Kerrigan på träning den 6 januari detta år utsatt för misshandel genom att bli slagen med ett järnrör över knäna. Gärningsmannen som arrangerat det hela var Kerrigans tävlingsmotståndare Tonya Hardings före detta make. Harding har senare meddelat att hon kände till planerna på att skada Kerrigan. Trots incidenten repade sig Kerrigan förvånansvärt fort och deltog i OS i Lillehammer 1994, en månad efter misshandeln och slutade på en andraplats. Därefter avslutade hon sin konståkningskarrlär på tävlingsnivå. 
Hon fortsatte emellertid med konståkning som proffs genom att uppträda i olika isshower, vilket också har betytt att hon mer eller mindre förekommit i ett antal filmer; hon framträdde bland annat i Blades of Glory (2007). Hon har även medverkat i Här är ditt liv, Cory, i Saturday Night Live och i Familjen Kardashian.